# 3748 Tatum
3748 Tatum је астероид главног астероидног појаса чија средња удаљеност од Сунца износи 2,532 астрономских јединица (АЈ).
Апсолутна магнитуда астероида је 12,7.